# نيكولا كوجلان
نيكولا كوجلان هي ممثلة أيرلندية ولدت في 9 يناير 1987.

## روابط خارجية
- نيكولا كوجلان على موقع IMDb (الإنجليزية)
- نيكولا كوجلان على موقع ألو سيني (الفرنسية)
- نيكولا كوجلان على موقع ميوزك برينز (الإنجليزية)
- نيكولا كوجلان على موقع قاعدة بيانات الفيلم (الإنجليزية)